# Олександр Прохенкович
Олександр Прохенкович (роки народження і смерті не відомі) — український скульптор другої половини XVII століття. 
Працював у Львові. Творив у стилі ренесансу з елементами бароко. Перша згадка у міських документах походить із 1647 року. У книгах львівського цеху скульпторів і будівничих не числиться. Ймовірно був учнем Станіслава Дріара. Одружився з його вдовою і таким чином успадкував його майстерню. 
У львівському латинському соборі збереглась скульптура архієпископа Яна Тарновського (помер 1669), підписана Прохенковичем. Вона походить із колишнього надгробка і виконана за зразком аналогічного, створеного Яном Пфістером 1615 року для архієпископа Яна Замойського. Контракт на виготовлення надгробка віднайшов мистецтвознавець Мечислав Гембарович. Імовірно Прохенкович був автором вівтаря в костелі кармелітів босих. Тадеуш Маньковський приписує йому дві епітафії Мілевських, що тепер уміщені в арці-проході до каплиці Христа Милосердного львівської латинської катедри. На дерев'яному розп'ятті з колегіати в Ломжі виявлено підпис Прохенковича. Там же вказано дату — 1677 рік, що є найпізнішою згадкою про скульптора.